# Carlos Alberto de Holanda Mendonça
Carlos Alberto de Holanda Mendonça (Alagoas, 1920 - Porto Alegre, 1956) foi um importante arquiteto de Alagoas, no Brasil.
Graduado na Faculdade Nacional de Arquitetura, teve contato de primeira mão com o Modernismo arquitetônico que fora introduzido no Brasil por Le Corbusier e desenvolvido por Niemeyer e seu círculo. Esteve ativo em Porto Alegre a partir do final da década de 40, depois de ser reconhecido internacionalmente, e foi um dos principais introdutores do Modernismo carioca na capital gaúcha. Trabalhou na Construtora Azevedo, Bastian & Castilhos. Realizou diversos projetos de edifícios residenciais e comerciais de médio e grande porte, entre eles o edifício Santa Terezinha (1950), a residência de Marcello Casado d'Azevedo (1950), o edifício Formac (1952) e o edifício Consórcio (1956). Faleceu precocemente aos trinta e seis anos de idade, e teve a colaboração de Jaime Luna dos Santos, que deu continuidade ao seu escritório.